# Moderne en hedendaagse Amerikaanse poëzie

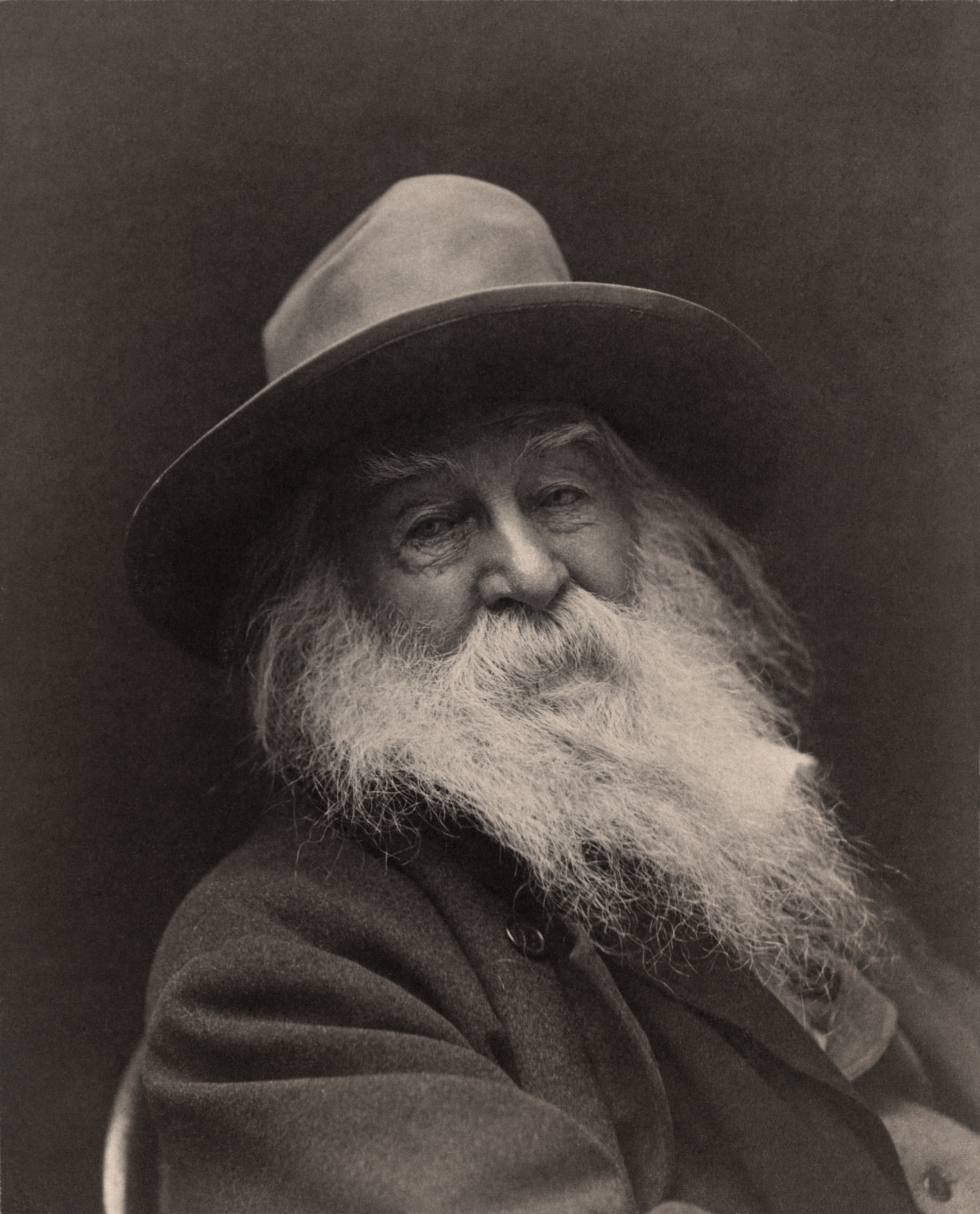
Walt Whitman

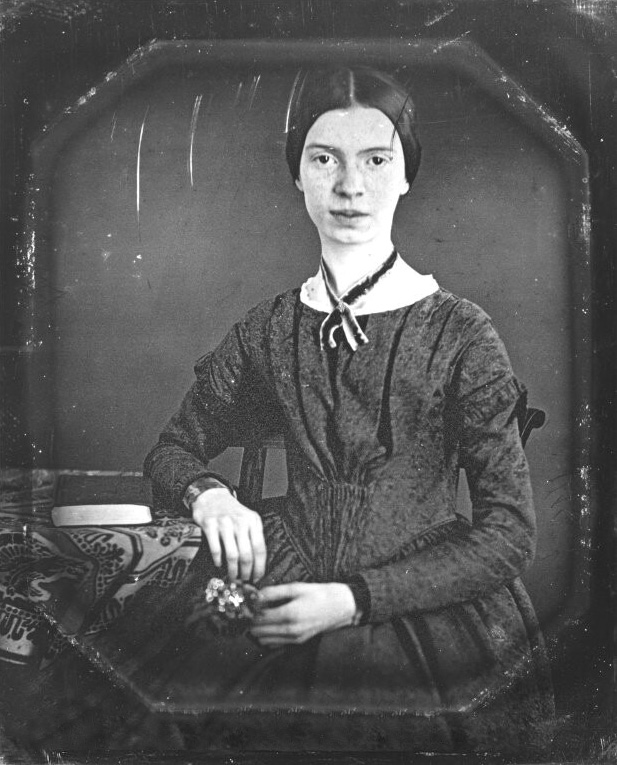
Emily Dickinson

Moderne en hedendaagse Amerikaanse poëzie omvat de in het Engels geschreven poëzie uit de Verenigde Staten vanaf eind 19e eeuw tot heden.
Met de experimenteel ingestelde modernisten in de periode 1910-1930 speelde de VS een voortrekkersrol in de internationale poëzie. Tussen 1945 en 1960 werd de belangrijkste Amerikaanse poëzie met haar nadruk op regelmatig rijm en metrum terug vormelijker. Pas in de late jaren 1950 kwamen een aantal dichters en scholen tegen deze beperkingen in opstand door te experimenteren met meer open vormen en informele stijlen. Aan het begin van de 21e eeuw biedt de Amerikaanse poëzie een bijzonder gediversifieerde aanblik.

## Voorlopers
Emily Dickinson (1830-1886) was een Amerikaanse dichteres wier werk tezamen met dat van Walt Whitman een nieuw tijdperk in de Amerikaanse poëzie inluidde: het modernisme. Dickinson negeerde vrijelijk de gebruikelijke regels van versbouw, en haar uiterst persoonlijke gedichten waren gedurfd origineel en voor haar tijd bijzonder experimenteel. Whitmans magnum opus Leaves of Grass betekende een vernieuwing in de poëzie door de vrij vloeiende versregels van onregelmatige lengte en de verering van een sterke lichamelijkheid en verbondenheid met de natuur. Zijn "Song of Myself '(1855) was een belangrijke voorloper van vele moderne 'long poems'. Het werk van deze beide dichters was de aanzet tot een opvallend nieuwe poëtische traditie die brak met het Engelse formalisme en tot volle bloei zou komen in de jaren 1910 en de jaren 1920. Het werk van deze twee dichters wordt vaak in een adem genoemd met dat van Ezra Pound en T.S. Eliot, met name omdat ook zij in vrij vers ("vers libre") schreven. Pound en Eliot waren er echter snel bij om te zeggen dat hun nieuwe poëzie veel meer inhield dan het eenvoudig weglaten van ritme en rijm.
No vers is libre to the poet who wishes to write well.— T.S. Eliot

## Modernisme en later

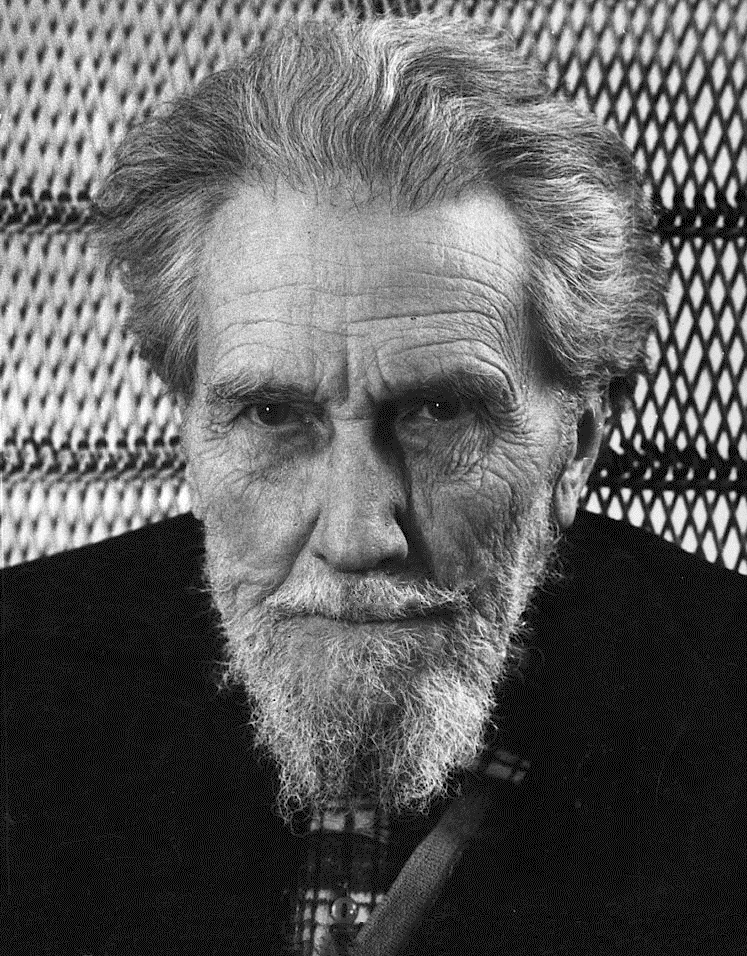
Ezra Pound

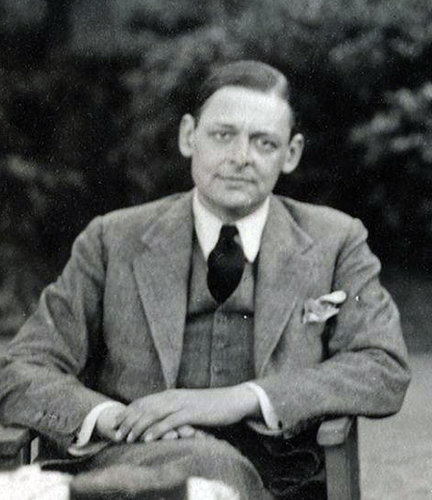
T.S. Eliot

De basis van de Amerikaanse inbreng in het 20e-eeuwse Engelstalige poëtische modernisme werd gevormd door de 19e-eeuwse Franse symbolistische poëzie van onder meer Baudelaire, Verlaine, Rimbaud en Mallarmé. Ezra Pound (1885-1972) en T.S. Eliot (1888-1965) waren de leidende figuren van het modernisme, met hun afwijzing van traditionele poëtische vorm, metrum en victoriaans taalgebruik. Beiden stuurden de Amerikaanse poëzie in de richting van grotere compactheid (zoals geïnitieerd door Emily Dickinson) en moeilijkheidsgraad, met de nadruk op technieken zoals fragmentatie, ellips, toespeling, juxtapositie en ironie. Met name Ezra Pound ontsloot voor de Amerikaanse poëzie verschillende invloeden, zoals de traditionele dichtkunst van China en Japan. Pound was ook degene die het eerste manifest van het imagisme opstelde, een theorie over poëzie die de nadruk legde op directe, precieze taal en beeldspraak. In 1914 verscheen onder zijn redactie de eerste bloemlezing van de imagisten: Des Imagistes. Tal van andere dichters leverden eveneens bijdragen aan deze belangrijke, modernistische verschuiving binnen de poëzie, onder meer: Gertrude Stein (1874-1946), Wallace Stevens (1879-1955), William Carlos Williams (1883-1963), Hilda Doolittle (H.D.) (1886-1961), Marianne Moore (1887-1972), E.E. Cummings (1894-1962) en Hart Crane (1899-1932).
De jaren twintig van de 20e eeuw waren ook voor Afro-Amerikaanse schrijvers een decennium van buitengewone creativiteit. Zij interesseerden zich niet per se voor de modernistische beweging. Tijdens deze periode bloeide de Afro-Amerikaanse poëzie bekend als de Harlem Renaissance. Gerenommeerde Afro-Amerikaanse dichters van de Harlem Renaissance zijn Countee Cullen (1903-1946), Alice Dunbar Nelson (1875-1935), Gwendolyn Bennett (1902-1981), Langston Hughes (1902-1967), Claude McKay (1889-1948) en Jean Toomer (1894-1967). Het thema van racisme is in hun werk prominent aanwezig.
De modernistische fakkel werd in de jaren dertig overgenomen door de groep dichters die bekendstaat als The Objectivists. Deze omvatten Louis Zukofsky (1904-1978), Charles Reznikoff (1894-1976), George Oppen (1908-1984), Carl Rakosi (1903-2004) en, later, Lorine Niedecker (1903-1970). Kenneth Rexroth, van wie werk werd gepubliceerd in The Objectivist Anthology, was, samen met Madeline Gleason (1909-1973), een voorloper van de San Francisco Renaissance. Veel van de objectivists kwamen uit stedelijke gemeenschappen van nieuwe immigranten, die de Amerikaanse poëzie met hun ervaringen en taalidioom verrijkten.
Een dichter die zijn eigen weg zocht en zich niet aangetrokken voelde tot het radicale modernisme van vernieuwers als Eliot en Pound, was Robert Frost (1874-1963). Hij werd een van de meest populaire en kritisch gerespecteerde Amerikaanse dichters van de 20e eeuw, die met zijn meer traditionele, rurale dichtkunst viermaal de Pulitzerprijs voor poëzie won.

## Naoorlogse poëzie en postmodernisme

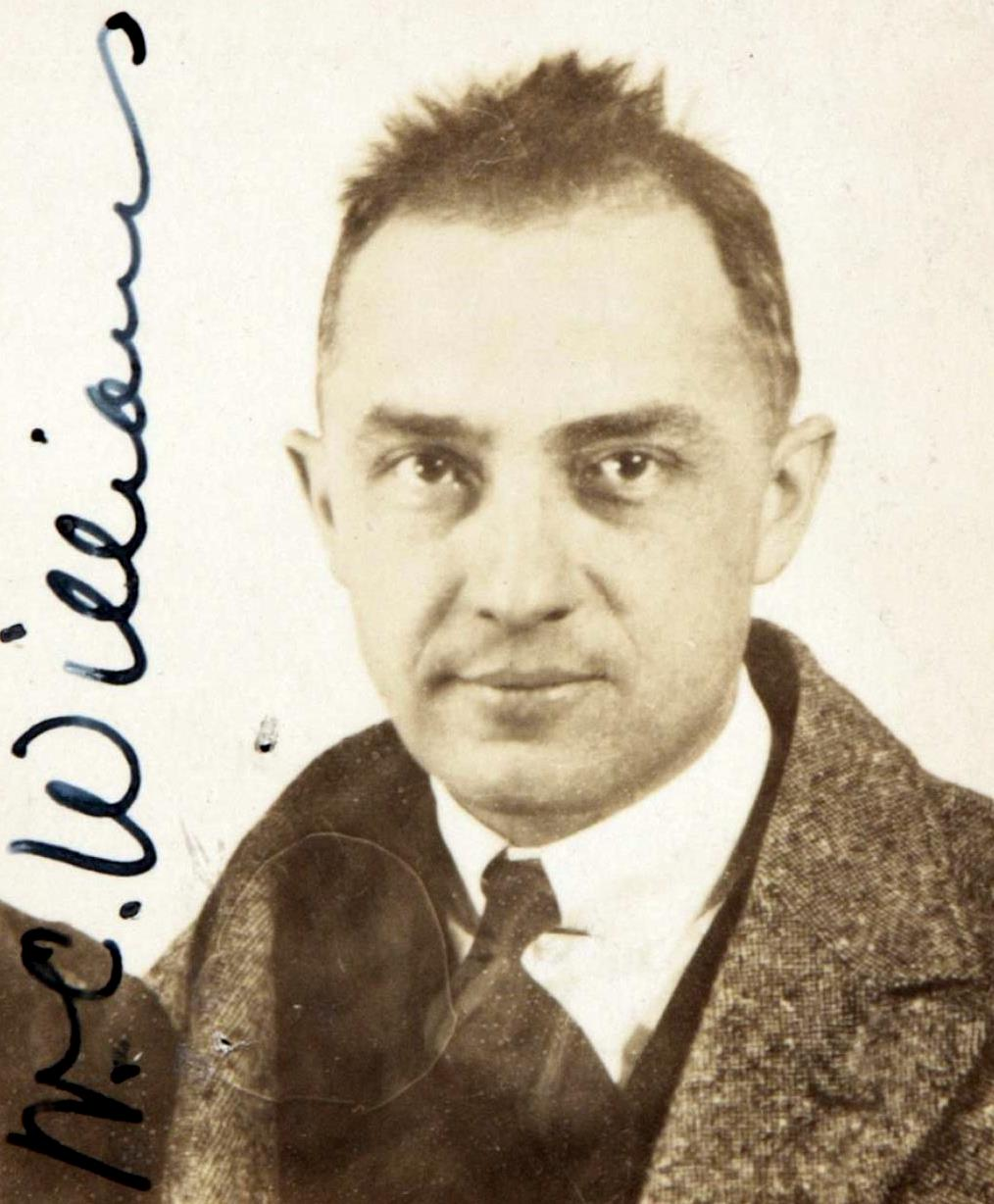
William Carlos Williams in 1921

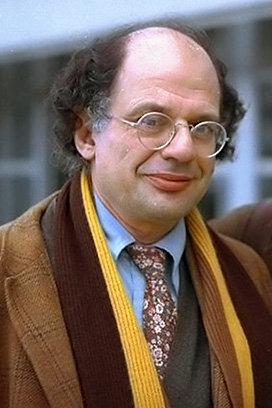
Allen Ginsberg in 1978.

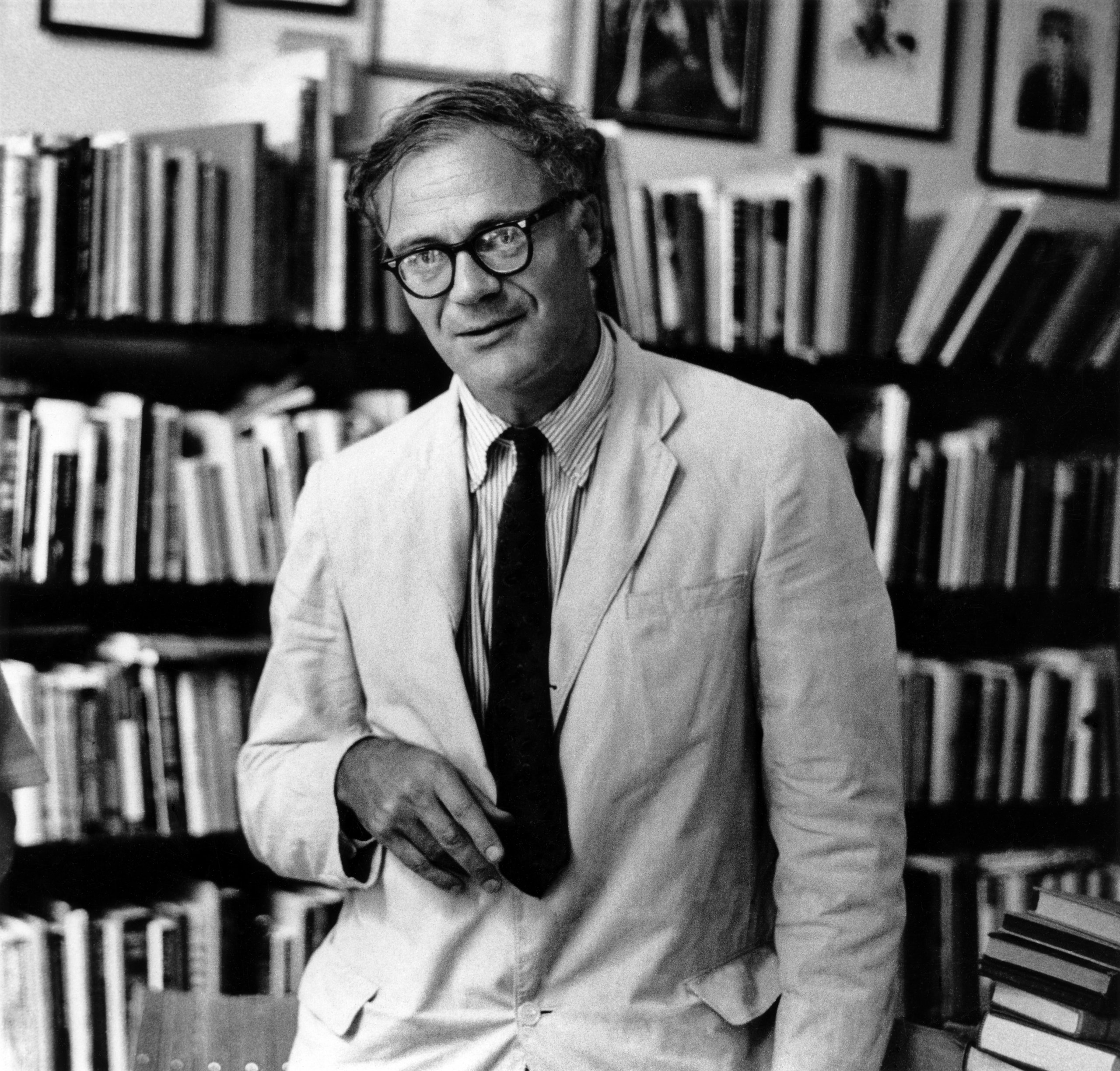
Robert Lowell in 1965, foto van Elsa Dorfman

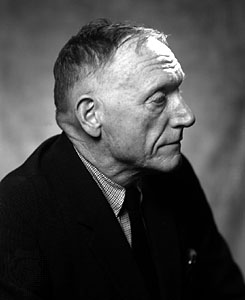
Robert Penn Warren 1968

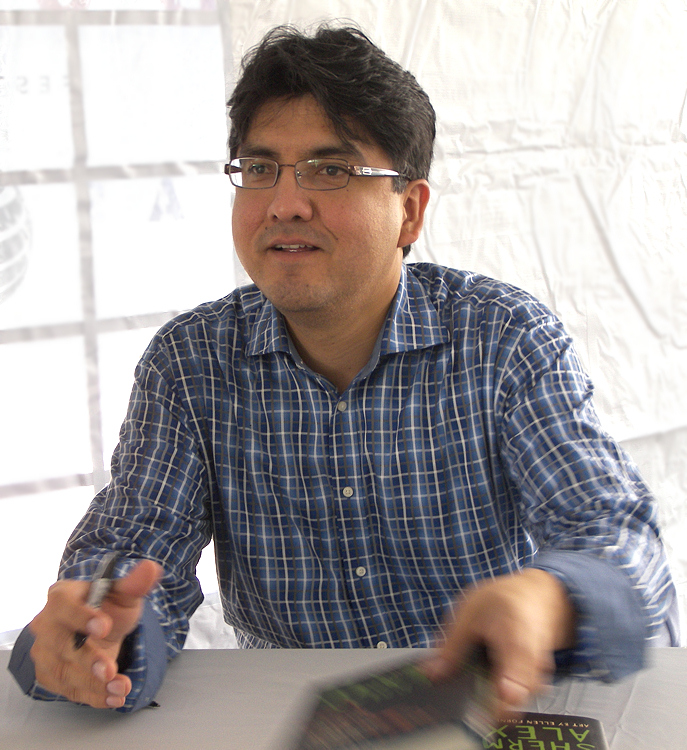
Sherman Alexie in 2007

In het algemeen wordt naar experimentele poëzie na 1945 verwezen met de benaming postmoderne Amerikaanse poëzie, een term die gemunt is door de dichter Charles Olson in een brief die hij in 1951 schreef aan zijn collega en vriend Robert Creeley. In vergelijking met de eerste decennia van de 20e eeuw bleef veel van de geschreven poëzie uit de periode 1945-1960 echter eerder formeel. Pas vanaf midden jaren vijftig kregen vernieuwing en experiment weer de wind in de zeilen.

### Oorlogsdichters
Na de Tweede Wereldoorlog schreven dichters die het conflict hadden meegemaakt over hun ervaringen, en werd er op de zinloosheid van de voorbije verschrikkingen gereflecteerd. Reeds in 1945 verschenen twee belangrijke collecties met oorlogsgedichten: The War Poets, onder redactie van Oscar Williams, en War and the Poet onder redactie van Richard Eberhart. Randall Jarrells Little Friend, Little Friend (1945) en Losses (1948) zijn gebaseerd op zijn ervaringen in het leger. Het korte lyrische gedicht The Death of the Ball Turret Gunner is zijn bekendste oorlogsgedicht. Jarrells stijl wordt gekenmerkt door het gebruik van mythe, legende en archetype in combinatie met gewone spreektaal. Die tendens tot mythologiseren is ook terug te vinden in het werk van andere jonge dichters uit de jaren vijftig, zoals W. S. Merwin (A Mask for Janus, 1952) en in de vroegste gedichten van tweevoudig Pulitzerprijswinnaar Richard Wilbur (The Beautiful Changes and Other Poems, 1947). Daardoor voelden zij zich verbonden met de 17e-eeuwse Engelse groep metaphysical poets.

### Blijvende invloed van Pound en Eliot
De Amerikaanse poëzie beleefde in deze periode een bloei waarbij de expatriates Eliot en Pound de literaire scène bleven domineren. Eliots vier gedichten onder de titel Four Quartets, geschreven in Engeland, worden nog steeds tot de beste 'Amerikaanse' gedichten van de jaren veertig beschouwd, en Pounds in 1948 verschenen Pisan Cantos (geschreven gedurende zijn gevangenschap in bezet Italië in 1945) vormt een hoogtepunt binnen zijn oeuvre. Jongere dichters bleven zich inspireren op hun werk en dat van andere gevestigde waarden als William Carlos Williams. Deze laatste publiceerde in 1946 en 1948 de twee delen van zijn Paterson (de naam van zijn geboortestad), en in 1954 zag zijn invloedrijke bundel The Desert Music het licht. Williams trachtte met een ruwer idioom de taal te vernieuwen en zo de culturele en sociale heterogeniteit van Amerika te weerspiegelen in zijn gedichten. Andere dichters, zoals Allen Ginsberg en Robert Creeley, vonden in zijn werk een alternatief voor de weg die Eliot en Pound waren opgegaan.

### Confessionalists, beat poets en Black Mountain poets
Na de oorlog kwamen een aantal nieuwe dichters en poëtische bewegingen op het voorplan, zoals de confessional movement (John Berryman, Robert Lowell), de dichters van de beat generation (met onder meer Ginsberg en William S. Burroughs II), en de Black Mountain poets onder leiding van Charles Olson (1910-1970). De beat poets en sommige dichters van de Black Mountain poets inspireerden op hun beurt dan weer de reeds genoemde San Francisco Renaissance. De sterk persoonlijke poëzie van de confessionalists zou later een belangrijke invloed uitoefenen op de dichteressen Sylvia Plath (1932-1963) en Anne Sexton (1928-1974). Hoewel de hedendaagse feministische poëzie moeilijk denkbaar is zonder Plath, zou toch vooral de poëzie van Adrienne Rich (1929-2012) deze beweging in de jaren zeventig mee gestalte geven.

### New criticism
Dichters die geassocieerd worden met de meer formalistische literaire beweging van het New criticism omstreeks 1950, zijn John Crowe Ransom (1888-1974), Allen Tate (1899-1979) en Robert Penn Warren (1905-1989). Sommige dichters uit deze periode, zoals Archibald MacLeish (1892-1982), experimenteerden weliswaar met modernistische technieken, maar werden ook aangetrokken tot de meer traditionele vormen van schrijven. Nog anderen, zoals Robinson Jeffers (1887-1962), omarmden in hun werk de modernistische vrijheid, maar hielden zich voor de rest afzijdig van modernistische facties en programma's. In de praktijk lieten de dichters die deze theorie volgden de radicale kantjes van het modernisme weg, zoals te sterke fragmentatie en weglatingen, en vermeden ook mythische elementen. New criticism was met andere woorden 'braver' en traditioneler dan het revolutionaire modernisme van de eerste decennia.

### Poëzie van culturele minderheden
In de jaren 1960 en 1970 was er niet alleen sprake van een nieuwe heropleving van de feministische poëzie met Adrienne Rich in het centrum, maar kwamen er ook stilaan dichters uit culturele minderheden naar voren. Een van hen was bijvoorbeeld Martín Espada (1957), Puertoricaan van geboorte, die bekend werd om zijn geestige en politiek geëngageerde gedichten.

### Language poets
Een avant-gardegroep die ontstond in de late jaren 1960 en begin 1970 noemde zich de Language poets (of L = A = N = G = U = A = G = E, de naam van het tijdschrift). Hun poëzie benadrukt de rol van de lezer in het leggen van betekenis in een werk. De dichters die in het tijdschrift publiceerden, waren: Leslie Scalapino, Stephen Rodefer, Bruce Andrews, Charles Bernstein, Ron Silliman, Barrett Watten, Lyn Hejinian, Bob Perelman, Rae Armantrout, Carla Harryman, Clark Coolidge, Hannah Weiner, Susan Howe en Tina Darragh.

### New York poets
Onder de naoorlogse Amerikaanse dichters is John Ashbery de sleutelfiguur van de surrealistische New York School (New York poets) van de poëzie, omstreeks 1960 opgericht in New York. Deze dichters schreven vaak op een levendige en spontane manier die doet denken aan de stream of consciousness-techniek. Ze haalden hun inspiratie uit het surrealisme en de avant-gardistische kunststromingen. Ashbery won in 1976 met Self-portrait in a Convex Mirror de Pulitzerprijs voor poëzie. Andere dichters die met deze school verbonden zijn: Frank O'Hara, Kenneth Koch, James Schuyler, Barbara Guest, Ted Berrigan, Bernadette Mayer, Alice Notley, Kenward Elmslie, Frank Lima, Ron Padgett, Lewis Warsh, en Joseph Ceravolo.

### Andere
Elizabeth Bishop won de Pulitzerprijsprijs in 1956 met haar bundel North & South, en met Geography III kaapte ze de National Book Award 1970 weg. Richard Wilbur en zijn Things of This World werd in 1957 winnaar van zowel de Pulitzerprijs als van de National Book Award voor poëzie. John Berryman en zijn The Dream Songs won deze prestigieuze prijs in 1964, en werd bekroond met de National Book Award in 1968. AR Ammons won met zijn Collected Poems 1951-1971 de National Book Award in 1973 en herhaalde deze prestatie in 1993 met zijn lange gedicht Garbage.
Dan was er nog Theodore Roethke (Pulitzerprijs voor poëzie, 1954, voor The Waking), James Merrill en zijn epische gedicht The Changing Light at Sandover over communicatie met de doden (Pulitzerprijs voor poëzie, 1977); Louise Glück verdiende die prijs in 1993 voor haar The Wild Iris; WS Merwin kreeg voor zijn The Carrier of Ladders de Pulitzerprijs voor poëzie (1971) en voor The Shadow of Sirius die prijs in 2009; Mark Strand voor Blizzard of One (Pulitzerprijs voor poëzie, 1999); Robert Hass verwierf met zijn Time and Materials zowel de Pulitzerprijs (2008) als de National Book Award voor poëzie (2007), en Rita Doves Thomas and Beulah kreeg de Pulitzeprijs voor poëzie in 1987.

### Inheems-Amerikaanse dichters
De inheemse Amerikaan Sherman Alexie (Coeur d'Alene, geboren in 1966) is sinds de jaren negentig een rijzende ster binnen de poëzie. Hij toont zich een verrassend inventief schrijver. Andere opmerkelijke inheems-Amerikaanse hedendaagse dichters zijn onder meer Anita Endrezze (Yaqui), Louise Erdrich (Chippewa), Joy Harjo (Creek), Wendy Rose (Hopi / Miwok), Leslie Marmon Silko (Laguna Pueblo) en Ray A. Young Bear (Meskwakihaki).

## Amerikaanse poëzie vandaag
Aan het begin van de 21e eeuw wordt er in de VS meer poëzie gepubliceerd dan ooit tevoren. De populariteit van creatieve schrijfopleidingen aan Amerikaanse universiteiten zorgde voor een verhoogde professionalisering van de poëzie, en dichters krijgen zo ook de gelegenheid om de kost te verdienen als leraar. Poëzie vindt onderdak in de academie en verschijnt, al dan niet aan de campus, in kleine onafhankelijke tijdschriften, waardoor het moeilijk is om van publicaties van gedichten alleen te leven.
Hedendaagse Amerikaanse poëzie is zeer divers, en critici stellen zich daarbij vragen. Dichters verliezen zich in ongeëngageerd woordspel, en behalve het entertainmentgehalte van het virtuoos woordspel waarmee ze het podium opzoeken is er volgens sommige critici weinig om enthousiast over te zijn. Aan de andere kant wordt er zo hevig stelling genomen voor eigen poëzieopvattingen en gepolemiseerd tegen afwijkende visies dat sommige commentators zelfs gewagen van ‘poetry wars’. Formalisten staan lijnrecht tegenover experimentalisten, dichters die gender, ras of eigen identiteit benadrukken gaan de confrontatie aan met collectivisten et cetera, en deze polarisatie doet meer kwaad dan goed. Een aantal dichters die zich namen aanmeten als ‘New formalists’ hebben heimwee naar een ingebeelde ‘gouden periode’ met dichters als Frost, Stevens of Bishop, maar vergeten daarbij, volgens critici, dat goede poëzie de waarden en beslommeringen van de eigen tijd dient te weerspiegelen. Er is, kortom, veel onzekerheid en richtingloosheid en niemand weet welke mogelijk nieuwe poëzie er uit deze smeltkroes van tegenstrijdige opvattingen zal fermenteren.